# MERJ Exchange
La MERJ Exchange (LSX) è la principale borsa valori delle Seychelles, situata nella capitale Victoria. Nel 2020 è stata una delle borse a più rapida crescita nel mondo.